# رودني هيث
رودني هيث (بالإنجليزية: Rodney Heath)‏ كان لاعب كرة مضرب أسترالي وكان يلعب باليد اليمنى. كما أنه أحد أبطال الجراند سلام. أعلى تصنيف له في الفردي كان المركز الـ 8 في سنة 1911.

## النهائيات

### الفردي: الألقاب 2
| النتيجة | السنة | البطولة                       | الأرضية | المنافس     | النتيجة            |  |
| ------- | ----- | ----------------------------- | ------- | ----------- | ------------------ |  |
| الفوز   | 1905  | بطولة أستراليا المفتوحة للتنس | عشبية   | آرثر كورتيس | 4–6, 6–3, 6–4, 6–4 |  |
| الفوز   | 1910  | بطولة أستراليا المفتوحة للتنس | عشبية   | هوراس رايس  | 6–4, 6–3, 6–2      |  |

## روابط خارجية
- رودني هيث على موقع رابطة محترفي التنس (الإنجليزية)
- رودني هيث على موقع الاتحاد الدولي لكرة المضرب (الإنجليزية)
- رودني هيث على موقع كأس ديفيز (الإنجليزية)
- رودني هيث على موقع اتحاد التنس الأسترالي (الإنجليزية)
- رودني هيث على موقع خلاصة التنس.كوم (الإنجليزية)